# Cratere Edam
Edam  è un cratere sulla superficie di Marte.